# Arrhenius (månkrater)
För andra betydelser, se Arrhenius.
Arrhenius är en nedslagskrater på månen. Den befinner sig på månens baksida nära den sydvästliga randen. 
Kratern är uppkallad efter den svenske fysikern och kemisten Svante Arrhenius (1859-1927). Kratern fick sitt officiella namn av den Internationella astronomiska unionen (IAU) år 1970., , 

## Satellitkratrar
De kratrar, som kallas satelliter, är små kratrar som ligger i eller nära huvudkratern. Deras bildning är vanligtvis oberoende av detta, men de ges samma namn som huvudkratern med tillägget av en stor bokstav. På månkartor är dessa objekt genom konvention identifierade genom att placera ut bokstaven på den sida av kraterns mittpunkt som är närmast huvudkratern., , 
Arrhenius har följande satellitkratrar:
| Arrhenius | Latitud | Longitud | Diameter |
| --------- | ------- | -------- | -------- |
| J         | 57,6° S | 88,3° V  | 18 km    |

Följande krater namngavs tidigare som en satellitkrater, men tilldelades ett nytt namn av IAU.
- Arrhenius P — Se kratern Blanchardkratern.

### Fotnoter
1. 1 2  NASA. ”Moon nomenclature - Crater” (på engelska). på http://lunar.arc.nasa.gov/ The Lunar Prospector Website, NASA Ames Research Center. Arkiverad från originalet den 5 juli 2009. https://web.archive.org/web/20090705213229/http://lunar.arc.nasa.gov/printerready/science/geography_items/carters/craters_a.html. Läst 17 maj 2009.
2. 1 2 3 4  Deskriptiva data om månekratrar på hemsidan från USA:s geologiska institut. (Klicka på det relevanta namnet): USGS och IAU (2009). ”Gazetteer of Planetary Nomenclature - Moon Nomenclature: Crater, craters” (på engelska). från http://planetarynames.wr.usgs.gov/ Astrogeology Research Program, U.S. Geological survey. Arkiverad från originalet den 7 mars 2010. https://web.archive.org/web/20100307113446/http://planetarynames.wr.usgs.gov/jsp/FeatureTypesData2.jsp?systemID=3&bodyID=11&typeID=9&system=Earth&body=Moon&type=Crater,%20craters&sort=AName&show=Fname&show=Lat&show=Long&show=Diam&show=Stat&show=Orig. Läst 17 maj 2009.
3. 1 2  (engelska) Arrhenius på Wikien The Moon Arkiverad 29 mars 2018 hämtat från the Wayback Machine.
4. 1 2  Program (under GNU-licens) och integrerad databas: ”Atlas Virtuel de la Lune” (på franska). från http://www.astrosurf.com/ Portail de l'Astronomie en France af Patrick Chevalley og Christian Legrand. Arkiverad från originalet den 14 maj 2008. https://web.archive.org/web/20080514072927/http://www.astrosurf.com/avl/FR_index.html. Läst 1 juni 2009.
5. ↑  (tyska) Lista över officiella namn på månkratrar från en tysk astronomihemsida : ”Krater mit individuellem Namen (Kratrar med individuella namn)”. från http://www.astrolink.de/. http://www.astrolink.de/p012/p01204/p01204090000a.htm.
6. ↑  M. A. Blagg, K. Müller, W. H. Wesley, S. A. Saunder, J. H. G. Franz (1935). Named Lunar Formations. London: Percy Lund, Humphries & Co. Ltd. http://adsabs.harvard.edu/abs/1935QB595.B6.......
7. ↑  I allmänhet tilldelade IAU de officiella namnen till kratrarna på månens framsida år 1935, till kratrarna på månens baksida år 1970, och slutligen har vissa mindre kratrar (som tidigare ansågs vara satellitkratrar) fått nya namn från 1973 och framåt. Se :
  - USA:s geologiska undersökning: ”Gazetteer of Planetary Nomenclature - History of Planetary Nomenclature” (på engelska). från http://planetarynames.wr.usgs.gov/ Astrogeology Research Program, U.S. Geological Survey. http://planetarynames.wr.usgs.gov/history.html.
  - Mario Tessier (4 juli 1998). ”La cartographie lunaire: des origines au XXeme siècle (Månens kartografi: Från begynnelsen till det 20:e århundradet)” (på franska). från http://pages.infinit.net/noxoculi/ Nox Oculis. Arkiverad från originalet den 5 december 2008. https://web.archive.org/web/20081205073741/http://pages.infinit.net/noxoculi/lune3.html. Läst 1 juni 2009.
8. ↑  Fullständig nomenklatur för månkratrarna : Jonathan McDowell (4 juli 2004). ”Lunar Craters” (på engelska). från http://host.planet4589.org/astro/lunar/ Lunar Nomenclature. Arkiverad från originalet den 23 februari 2011. http://archive.wikiwix.com/cache/20110223201438/http://host.planet4589.org/astro/lunar/Craters. Läst 1 juni 2009.
9. ↑  Bussey, B., Spudis, P., (2004) (på engelska). The Clementine Atlas of the Moon. Cambridge University Press. ISBN 0-521-81528-2
10. ↑  U.S. Geological Survey. ”Coded Topography and Shaded Relief Maps of the Moon” (på engelska). från http://planetarynames.wr.usgs.gov/ Astrogeology Research Program. http://planetarynames.wr.usgs.gov/dAtlas.html.
11. ↑  Ben Bussey; Paul Spudis, (2004). The Clementine Atlas of the Moon. New York: Cambridge University Press. sid. 292. ISBN 0-521-81528-2
12. ↑  Jonathan McDowell (2004). ”Lunar Nomenclature : Crossids” (på engelska). Arkiverad från originalet den 27 augusti 2008. https://web.archive.org/web/20080827210030/http://host.planet4589.org/astro/lunar/Crossids. Läst 1 juni 2009.